# 미나미다니촌 (도야마현)
미나미다니촌(南谷村)은 도야마현 니시토나미군에 있던 촌이다. 현재 오야베시 북서부의 미나미다니 지구로, 지구 내 대부분을 중산간지 및 산간지역이 차지하고 있다.

## 역사
- 1889년 4월 1일 - 정촌제 시행에 의해 도나미군 미나미다니촌이 성립하였다.
- 1896년 3월 29일 - 군 개편에 의해 도나미군에서 분립해, 니시토나미군이 성립하여,  니시토나미군에 속하게 되었다.
- 1953년 9월 10일 - 미야지마촌, 고나데촌, 하니우촌, 쇼토쿠촌, 마쓰자와촌, 아라카와촌과 합병해 이스루기정이 성립하였다.